# Бюшійон
Бюшійон (фр. Buchillon) — громада  в Швейцарії в кантоні Во, округ Морж.

## Географія
Громада розташована на відстані близько 95 км на південний захід від Берна, 18 км на південний захід від Лозанни.
Бюшійон має площу 2,1 км², з яких на 25,8% дозволяється будівництво (житлове та будівництво доріг), 41,3% використовуються в сільськогосподарських цілях, 31,5% зайнято лісами, 1,4% не є продуктивними (річки, льодовики або гори).

## Демографія
2019 року в громаді мешкало 685 осіб (+12,1% порівняно з 2010 роком), іноземців було 25,1%. Густота населення становила 326 осіб/км².
За віковим діапазоном населення розподілялося таким чином: 21,8% — особи молодші 20 років, 57,1% — особи у віці 20—64 років, 21,2% — особи у віці 65 років та старші. Було 265 помешкань (у середньому 2,6 особи в помешканні).